# 스펙트럼 (위상수학)
호모토피 이론에서 스펙트럼(영어: spectrum)은 일반화 코호몰로지 이론을 나타내는 위상수학적 구조이다. 서로 특정 연속 함수들로 연결된 점을 가진 공간들의 열로서 표현될 수 있다.

## 정의
스펙트럼 범주(영어: category of spectra)는 다음 조건들을 만족시키는 모형 범주 {\displaystyle {\mathcal {S}}}이다.
- 함자 {\displaystyle \Sigma ^{\infty }\colon \operatorname {Top} _{\bullet }\to {\mathcal {S}}}를 자연스럽게 갖추며, 이는 호모토피 범주의 함자 {\displaystyle \operatorname {hTop} _{\bullet }\to \operatorname {ho} ({\mathcal {S}})}를 유도한다. 또한 이는 오른쪽 수반 함자 {\displaystyle \Omega ^{\infty }\colon \operatorname {ho} ({\mathcal {S}})\to \operatorname {hTop} _{\bullet }}를 가진다.
- 현수 함자 {\displaystyle \Sigma \colon {\mathcal {S}}\to {\mathcal {S}}}가 존재하며, 이는 자기 동치이다. 그 역을 {\displaystyle \Omega \colon {\mathcal {S}}\to {\mathcal {S}}}라고 하자.
- 영 대상 · 유한 쌍대곱 · 유한 곱을 가지며, 가법 범주를 이룬다. (즉, 유한 쌍대곱과 곱이 일치한다.) 쌍대곱을 {\displaystyle \vee } (쐐기합)이라고 쓰자.
- 닫힌 대칭 모노이드 범주를 이룬다. 또한, 이 닫힌 모노이드 범주 구조는 모형 범주 구조와 호환된다.
  - 텐서곱 연산을 {\displaystyle \wedge } (분쇄곱)라고 쓴다.
  - 지수 대상을 {\displaystyle [-,-]}로 쓴다.
  - 모노이드 범주의 항등원은 {\displaystyle \mathbb {S} } (초구 스펙트럼)라고 쓴다.
  - {\displaystyle [\mathbb {S} ,X]=\pi (X)} (안정 호모토피 군)으로 쓴다.
- {\displaystyle \Sigma }에 대한 삼각 분할 범주를 이룬다.

이 조건들을 모두 만족시키는 모형 범주는 모두 서로 동형인 호모토피 범주를 유도한다. 따라서, 정확히 어떤 스펙트럼 범주를 사용하는지는 이론적으로 크게 중요하지 않다.

## 구성
스펙트럼 범주는 여러 방법으로 구성할 수 있다. 흔히 사용되는 구성들은 다음이 있다.
- S-가군(영어: S-module)의 범주.[1] 이는 오퍼라드 이론을 사용하며 대수적이다.
- 직교 스펙트럼(영어: orthogonal spectrum)의 범주.[2] 더 위상수학적이며, 직교군의 연속적 작용을 갖춘 위상 공간들로 구성된다. 위상 공간 대신 단체 집합을 사용하기 힘들다.
- 대칭 스펙트럼(영어: symmetric spectrum)의 범주.[3] 대칭군의 작용을 갖춘 위상 공간 또는 단체 집합들로 구성된다.

이들 사이에는 다음과 같은 퀼런 동치가 존재한다. (퀼런 동치의 존재는 추이적 관계이지만 대칭 관계가 아님에 주의하자.)
준스펙트럼 ⇆ 대칭 스펙트럼 ⇆ 직교 스펙트럼 ⇆ S-가군
여기서 {\displaystyle {\mathcal {C}}\leftrightarrows {\mathcal {D}}}는 {\displaystyle {\mathcal {C}}\to {\mathcal {D}}} 방향의 함자 (왼쪽 퀼런 함자)가 쌍대올뭉치를 보존하고 {\displaystyle {\mathcal {D}}\to {\mathcal {C}}} 방향의 함자(오른쪽 퀼런 함자)가 올뭉치를 보존한다는 뜻이다.

### 준스펙트럼
준스펙트럼(準spectrum, 영어: prespectrum)은 다음과 같은 데이터로 구성된다.
- 점을 가진 공간의 열 {\displaystyle (X_{i},x_{i})_{i\in \mathbb {N} })}
- 점을 보존하는 연속 함수 {\displaystyle (s_{i}\colon \Sigma X_{i}\to X_{i+1})_{n\in \mathbb {N} }}. 여기서 {\displaystyle \Sigma }는 축소 현수이다.

두 준스펙트럼이 유한 개의 성분을 제외하고 서로 동일하다면, 서로 동치(영어: equivalent)라고 한다.
점을 가진 공간 {\displaystyle X}에 대하여, 함자 {\displaystyle \Sigma ^{\infty }}를 다음과 같이 정의하자.
{\displaystyle \Sigma ^{\infty }X=(X,\Sigma X,\Sigma \Sigma X,\dots )}
여기서 함수 {\displaystyle s_{i}}는 모두 항등 함수이다.
두 준스펙트럼 {\displaystyle X_{\bullet }}, {\displaystyle Y_{\bullet }} 사이의 사상 {\displaystyle f\colon X_{\bullet }\to Y_{\bullet }}은 다음 그림을 가환하게 만드는 연속 함수 {\displaystyle f_{i}\colon X_{i}\to Y_{i}}들의 열이다.
{\displaystyle {\begin{matrix}\Sigma X_{i}&\to &X_{i+1}\\{\scriptstyle \Sigma f_{i}}\downarrow &&\downarrow \scriptstyle f_{i+1}\\\Sigma Y_{i}&\to &Y_{i+1}\\\end{matrix}}}
준스펙트럼의 분쇄곱과 쐐기합을 성분별로 정의할 수 있다. 준스펙트럼의 분쇄곱은 일반적으로 결합 법칙을 따르지 않지만, 서로 다르게 괄호를 씌워 계산한 값은 항상 호모토피 동치이다. 준스펙트럼의 호모토피 범주는 닫힌 모노이드 범주를 이루며, 스펙트럼 범주의 호모토피 범주를 이룬다.

### 대칭 스펙트럼
대칭 스펙트럼은 다음과 같은 데이터로 구성된다.
- 점을 가진 단체 집합들의 열 {\displaystyle (X_{n})_{n\in \mathbb {N} }}
- 대칭군 {\displaystyle \operatorname {Sym} (n)}의 {\displaystyle X_{n}} 위의 작용
- 각 {\displaystyle n\in \mathbb {N} }에 대하여, 점을 보존하는 사상 {\displaystyle \sigma _{n}\colon \mathbb {S} ^{1}\wedge X_{n}\to X_{n+1}}. 이를 구조 사상이라고 한다. 이 경우 구조 사상으로부터 얻어지는 사상 {\displaystyle \mathbb {S} ^{m}\wedge X_{n}\to X_{m+n}}은 항상 {\displaystyle \operatorname {Sym} (m)\times \operatorname {Sym} (n)}-등변 함수이어야 한다 ({\displaystyle m>0}, {\displaystyle n\geq 0}).

대칭 스펙트럼 {\displaystyle X}, {\displaystyle Y} 사이의 사상은 다음과 같은 데이터로 구성된다.
- 각 {\displaystyle n\in \mathbb {N} }에 대하여, 사상 {\displaystyle f\colon X_{n}\to Y_{n}}

이는 다음과 같은 그림들을 가환하게 만들어야 한다.
{\displaystyle {\begin{matrix}X_{n}\wedge \mathbb {S} ^{1}&{\xrightarrow {f_{n}\wedge \mathbb {S} ^{1}}}&Y_{n}\wedge \mathbb {S} ^{1}\\\downarrow &&\downarrow \\X_{n+1}&{\xrightarrow[{f_{n+1}}]{}}&Y_{n+1}\end{matrix}}}

### 직교 스펙트럼
대칭 스펙트럼의 개념과 유사하지만, 대칭ᄀᆍᆫ 대신 직교군을 사용한 개념을 직교 스펙트럼이라고 한다. (이 경우, 대칭군의 경우와 달리, 단체 집합 대신 위상 공간을 사용해야 한다.)

## 예

### 초구 스펙트럼
가장 기본적인 예는 초구 스펙트럼
{\displaystyle \mathbb {S} =\Sigma ^{\infty }(\mathbb {S} ^{0})}
이다. ({\displaystyle \mathbb {S} ^{0}}은 임의의 밑점을 가진 0차원 초구이다.) 이에 대하여 정의되는 코호몰로지는 안정 호모토피 군이다.

### 특이 코호몰로지
아벨 군 {\displaystyle G} 계수의 특이 코호몰로지 {\displaystyle \operatorname {H} ^{\bullet }(-;G)}는 브라운 표현 정리에 따라서 다음과 같다.
{\displaystyle \operatorname {H} ^{\bullet }(X;G)\cong [X,K(G,n)]_{\bullet }}
여기서 {\displaystyle [,]_{\bullet }}은 적절한 점을 가진 공간의 범주에서의 점 보존 호모토피류 집합이며, {\displaystyle K(G,n)}은 에일렌베르크-매클레인 공간이다.
에일렌베르크-매클레인 공간 사이에는 다음과 같은 호모토피 동치가 존재한다.
{\displaystyle \Omega K(G,n)\simeq K(G,n-1)}
따라서, 이들은 에일렌베르크-매클레인 스펙트럼 {\displaystyle \mathrm {H} G}를 이룬다. 준스펙트럼의 구조 사상
{\displaystyle \Sigma K(G,n-1)\to K(G,n)}
은 임의의 {\displaystyle X}에 대하여 사상
{\displaystyle \operatorname {H} ^{n-1}(X;G)=[X,\mathbb {S} ^{1}\wedge K(G,n-1)]\to [X,K(G,n)]=\operatorname {H} ^{n}(X;G)}
을 유도하는데, 이는 축소 현수의 코호몰로지 사상이다.

### 위상 K이론
위상 K이론 역시 스펙트럼으로 나타내어진다.

### 위상 공간의 현수 스펙트럼
점을 가진 CW 복합체 {\displaystyle (X,\bullet _{X})}가 주어졌다고 하자. 그렇다면,
{\displaystyle X_{i}=\mathbb {S} ^{n}\wedge X}
를 정의하자 ({\displaystyle \wedge }는 분쇄곱). 즉,
{\displaystyle X_{0}=\mathbb {S} ^{0}\wedge X=X}
{\displaystyle X_{1}=\mathbb {S} ^{1}\wedge X=\Sigma X} (축소 현수)
{\displaystyle X_{i+1}=\Sigma X_{i}}
이다. 이 경우 축소 현수의 표준적 사상 {\displaystyle X_{i}\to \Sigma X_{i}=X_{i+1}}이 주어져, 이는 준스펙트럼을 이룬다. 이를 {\displaystyle X}의 현수 스펙트럼(영어: suspension spectrum)이라고 한다.

## 같이 보기
- 현수 (위상수학)